# Eschatotypa halosparta
Eschatotypa halosparta är en fjärilsart som beskrevs av Edward Meyrick 1919. Eschatotypa halosparta ingår i släktet Eschatotypa och familjen äkta malar. Inga underarter finns listade i Catalogue of Life.